# گنبد حاتم‌خانی
گنبد حاتم‌خانی یکی از آثار تاریخی در حرم امام رضاست که به عنوان یکی از مقبره‌های حرم شناخته می‌شود. تاریخ این مکان مربوط به عصر صفویه است و در صحن کهنه قرار دارد.

## تاریخچه ساخت
در دوران صفوی رواق‌ها و مقابر نیز علاوه بر صحن کهنه و ایوان‌های مشرف بر آن صحن ساخته شدند که یکی از آن مقابر، «گنبد حاتم خانی» بود. یک باستان‌شناس خراسانی گفت در فرایند گسترش حرم علی بن موسی الرضا در دوران صفویه علاوه بر صحن کهنه ایوان‌ها و مقابر زیادی ساخته شده که بکی از این مقبره‌ها گنبد حاتم خانی بود که مانند گنبد الله وردی خان است. باز سازی کتیبه فوقانی ایوان شمالی صحن کهنه نشان می‌دهد که در اواخر دوران صفوی کار ساخت و ساز کاهش یافته و به مرمت و بازسازی آسیب‌ها می‌پرداختند. به گفته رجبعلی لباف در زمان فتحعلی شاه قاجار نگار گری‌ها در صحن آزادی از سنتی به مدرن تغییر کرده و رنگ و بوی غربی به خود گرفت. از سال ۱۰۸۴ ه‍.ق زلزله ای در مشهد رخ داد که به سازه‌های معماری حرم خسارت وارد کرد از جمله گنبد حرم علی بن موسی الرضا نیز شکاف برداشت که به وسیله شاه سلیمان صفوی ترمیم شد.

## ساخت و طلاکاری
در زمان حکومت نادرشاه عملیات عمرانی حرم سرعت گرفت. به استناد قصیده ای که بر دیوار ایوان طلای صحن کهنه وجود دارد. این بنا به همت نادر شاه در طی سالهای ۱۱۴۵ تا۱۱۴۶ ه‍.ق تعمیر و طلا کاری شده‌است ونیز مناره ای بر بالای ایوان ضلع شمالی ساخته شد.

## رواق گنبد
رواق گنبد حاتم خانی به مساحت ۱۱۵مترمربع در شرق حرم علی بن موسی الرضا و پایین پای مبارک توسط حاتم بیگ اردوبادی از وزرای عصر صفویه در سال ۱۰۱۰ ه‍.ق ساخته شده. ازاره رواق به ارتفاع ۶۷/۱ متر از کف سنگ مرمر است. بالای ازاره کتیبه ای سنگی و منبت کاری به عرض ۳۰ سانتی‌متر دارای قصیده بابا فغانی شیرازی به خط نستعلیق است. تمام دیوار بنا و سقف از بالای این کتیبه با کاشی معرق الوان زینت یافته‌است.